# Mickaël Marolany
Michaël Marolany, né le 13 avril 1975 au Blanc-Mesnil, est un footballeur français.
Michaël Marolany commence dans sa ville natale puis est enrôlé dans les rangs du Racing Club de France. À 18 ans, il est recruté par Beauvais en deuxième division où il recule au pose d'arrière latéral. Marolany devient professionnel lors de sa cinquième saison au club puis signe à Louhans-Cuiseaux en 1999 avec qui il descend en National au bout d'un an. Deux saisons plus tard, il rejoint Wasquehal (L2) avant de finir sa carrière en amateur.

## Biographie
Mickaël Marolany prend sa première licence au Blanc-Mesnil SF à l'âge de neuf ans puis est enrôlé dans les rangs du Racing Club de France.
À 18 ans, Patrice Rémy, l'entraîneur de Beauvais (L2), recrute le jeune ailier droit qu'il transforme en arrière latéral. "Maro" reste quatre saisons stagiaire-pro. Il devient professionnel lors de la saison 1996-1997 puis signe à Louhans-Cuiseaux en 1999, promu en D2. Trois saisons plus tard, il rejoint Wasquehal (L2) en 2002 pour une dernière saison chez les pros. Il signe ensuite dans son club formateur, le Racing Paris.
Après une saison 2004-2005 blanche car brouillé avec le Racing, le défenseur s'engage comme amateur avec l'US Chantilly promu en CFA 2. Après avoir créé sa société de « négoce » dans les activités de loisirs, il veut renouer avec la compétition. À 30 ans, basé en région parisienne, il retrouve Aziz Ademi qui l'a fait venir à l'AS Beauvais.
En décembre 2008, Marolany s'engage avec le FC Chartres alternant entre CFA 2 et DH Centre durant trois saisons. Il accepte un poste de magasinier chez un partenaire pour rendre service aux dirigeants avec qui il finit par ne plus s'entendre.
En juillet 2012, alors qu'il commence l’année précédente avec le FC Chartres, Marolany s'engage avec le second club de la ville, Chartres Horizon, qui évolue en DHR Centre pour la saison 2012-2013. Pour l'exercice suivant, il rejoint le club proche des précédents, à Saint-Georges-sur-Eure.
Mickaël Marolany se reconvertit en tant que médiateur pour conseiller au mieux les jeunes joueurs et leurs parents. Il est marié et a deux enfants (un garçon et une fille).

## Statistiques
Le tableau ci-dessous illustre les statistiques professionnelles de Mickaël Marolany,.
| Saison                | Club                  | Championnat           | Championnat | Championnat | Coupe nationale | Coupe nationale | Coupe de la Ligue | Coupe de la Ligue | Total | Total |
| Saison                | Club                  | Division              | M.          | B.          | M.              | B.              | M.                | B.                | M.    | B.    |
| 1994-1995             | AS Beauvais           | D2                    | 7           | 0           | 1               | 0               | 1                 | 0                 | 9     | 0     |
| 1995-1996             | AS Beauvais           | National 1            | -           | -           | -               | -               | -                 | -                 | 0     | 0     |
| 1996-1997             | AS Beauvais           | D2                    | 28          | 0           | -               | -               | 1                 | 0                 | 29    | 0     |
| 1997-1998             | AS Beauvais           | D2                    | 16          | 0           | 1               | 0               | 1                 | 0                 | 18    | 0     |
| 1998-1999             | AS Beauvais           | D2                    | 11          | 0           | -               | -               | -                 | -                 | 11    | 0     |
| Sous-total            | Sous-total            | Sous-total            | 62          | 0           | 2               | 0               | 3                 | 0                 | 67    | 0     |
| 1999-2000             | Louhans-Cuiseaux      | D2                    | 24          | 0           | 1               | 0               | 1                 | 0                 | 26    | 0     |
| 2000-2001             | Louhans-Cuiseaux      | National              | 6           | 0           | 1               | 0               | 1                 | 0                 | 8     | 0     |
| 2001-2002             | Louhans-Cuiseaux      | National              | 19          | 0           | 3               | 0               | 2                 | 0                 | 24    | 0     |
| Sous-total            | Sous-total            | Sous-total            | 49          | 0           | 5               | 0               | 4                 | 0                 | 58    | 0     |
| 2002-2003             | ES Wasquehal          | Ligue 2               | 29          | 0           | 2               | 0               | 2                 | 0                 | 33    | 0     |
| Total sur la carrière | Total sur la carrière | Total sur la carrière | 141         | 0           | 9               | 0               | 9                 | 0                 | 159   | 0     |

## Palmarès
- Championnat de France amateur
  - Champion du groupe D en 2004 avec le Racing Paris[5]